# Campeonato Mundial de Piragüismo en Aguas Tranquilas de 2023
El XLVIII Campeonato Mundial de Piragüismo en Aguas Tranquilas se celebró en Duisburgo (Alemania) entre el 23 y el 27 de agosto de 2023 bajo la organización de la Federación Internacional de Piragüismo (ICF) y la Federación Alemana de Piragüismo.
Las competiciones se realizaron en el Canal de Regatas de Wedau, al sur de la ciudad alemana.
Los piragüistas de Rusia y Bielorrusia fueron excluidos de este campeonato debido a la invasión rusa de Ucrania.

## Medallistas

### Masculino
| Evento            | Oro                                                                              | Plata                                                                                       | Bronce                                                                                  |
| ----------------- | -------------------------------------------------------------------------------- | ------------------------------------------------------------------------------------------- | --------------------------------------------------------------------------------------- |
| K1 200 m (26.08)  | Artūras Seja · Lituania · 35,243 s                                               | Badri Kavelashvili Georgia 35,364 s                                                         | Carlos Garrote · España · 35,380 s                                                      |
| K1 500 m (25.08)  | Bálint Kopasz · Hungría · 1:36,262                                               | Jean van der Westhuyzen Australia 1:36,632                                                  | Fernando Pimenta Portugal 1:36,908                                                      |
| K2 500 m (27.08)  | João Ribeiro Messias Baptista Portugal 1:29,037                                  | Bence Nádas · Bálint Kopasz · Hungría · 1:29,184                                            | Adrián del Río · Rodrigo Germade · España · 1:29,389                                    |
| K4 500 m (25.08)  | Max Rendschmidt · Max Lemke · Jacob Schopf · Tom Liebscher · Alemania · 1:19,183 | Bence Nádas · Kolos Csizmadia · István Kuli · Sándor Tótka · Hungría · 1:19,570             | Oleh Kujaryk · Dmytro Danylenko · Ihor Trunov · Ivan Semykin · Ucrania · 1:19,631       |
| K1 1000 m (26.08) | Fernando Pimenta Portugal 3:27,712                                               | Ádám Varga · Hungría · 3:28,141                                                             | Jakob Thordsen · Alemania · 3:28,303                                                    |
| K2 1000 m (26.08) | Pedro Vázquez Llenín · Íñigo Peña · España · 3:11,512                            | Bence Vajda · Tamás Szántói-Szabó · Hungría · 3:12,366                                      | Anton Winkelmann · Leonard Busch · Alemania · 3:13,550                                  |
| K1 5000 m (27.08) | Mads Pedersen Dinamarca 19:55,467                                                | Fernando Pimenta Portugal 20:09,974                                                         | Nico Paufler · Alemania · 20:36,042                                                     |
| C1 200 m (25.08)  | Artur Guliyev Uzbekistán 38,729                                                  | Joan Moreno · España · 38,769                                                               | Oleksii Koliadych · Polonia · 39,046                                                    |
| C1 500 m (25.08)  | Cătălin Chirilă · Rumania · 1:45,373                                             | Conrad Scheibner · Alemania · 1:45,723                                                      | Serghei Tarnovschi Moldavia 1:46,746                                                    |
| C2 500 m (27.08)  | Peter Kretschmer · Tim Hecker · Alemania · 1:36,972                              | Liu Hao Ji Bowen China 1:38,126                                                             | Cayetano García · Pablo Martínez Estévez · España · 1:38,571                            |
| C4 500 m (26.08)  | Joan Moreno · Pablo Graña · Manuel Fontán · Adrián Sieiro · España · 1:30,808    | Aleksander Kitewski · Tomasz Barniak · Wiktor Głazunow · Norman Zezula · Polonia · 1:32,373 | Vitali Verheles · Andri Rybachok · Dmytro Yanchuk · Taras Mishchuk · Ucrania · 1:32,725 |
| C1 1000 m (26.08) | Martin Fuksa · República Checa · 3:45,124                                        | Cătălin Chirilă · Rumania · 3:45,958                                                        | Sebastian Brendel · Alemania · 3:46,581                                                 |
| C2 1000 m (26.08) | Nicolae Craciun · Daniele Santini · Italia · 3:34,565                            | Moritz Adam · Nico Pickert · Alemania · 3:35,296                                            | Ilie Sprîncean · Oleg Nuță · Rumania · 3:36,490                                         |
| C1 5000 m (27.08) | Balázs Adolf · Hungría · 22:12,975                                               | Sebastian Brendel · Alemania · 22:18,833                                                    | Wiktor Głazunow · Polonia · 22:35,386                                                   |

### Femenino
| Evento            | Oro                                                                            | Plata                                                                                | Bronce                                                                                                |
| ----------------- | ------------------------------------------------------------------------------ | ------------------------------------------------------------------------------------ | --- |
| K1 200 m (27.08)  | Lisa Carrington Nueva Zelanda 38,932 s                                         | Yale Steinepreis Australia 40,010 s                                                  | Dominika Putto · Polonia · 40,367 s                                                                   |
| K2 200 m (25.08)  | Martyna Klatt · Helena Wiśniewska · Polonia · 36,681                           | Paulina Paszek · Jule Hake · Alemania · 36,877                                       | Blanka Kiss · Anna Lucz · Hungría · 37,302                                                            |
| K1 500 m (26.08)  | Lisa Carrington Nueva Zelanda 1:47,769                                         | Emma Jørgensen Dinamarca 1:49,102                                                    | Tamara Csipes · Hungría · 1:50,699                                                                    |
| K2 500 m (27.08)  | Emma Jørgensen Frederikke Matthiesen Dinamarca 1:39,856                        | Martyna Klatt · Helena Wiśniewska · Polonia · 1:40,824                               | Paulina Paszek · Jule Hake · Alemania · 1:41,597                                                      |
| K4 500 m (25.08)  | Lisa Carrington Alicia Hoskin Olivia Brett Tara Vaughan Nueva Zelanda 1:30,606 | Karolina Naja · Anna Puławska · Adrianna Kąkol · Dominika Putto · Polonia · 1:31,320 | Sara Ouzande · Estefanía Fernández · Carolina García Otero · María Teresa Portela · España · 1:31,955 |
| K1 1000 m (26.08) | Alyssa Bull Australia 3:54,864                                                 | Justyna Iskrzycka · Polonia · 3:56,663                                               | Eszter Rendessy · Hungría · 3:57,556                                                                  |
| K1 5000 m (27.08) | Estefanía Fernández · España · 22:45,357                                       | Madeline Schmidt · Canadá · 22:46,612                                                | Melina Andersson · Suecia · 22:56,966                                                                 |
| C1 200 m (25.08)  | Yarisleidis Duboys · Cuba · 44,799                                             | Antía Jácome · España · 45,418                                                       | Lin Wenjun China 45,623                                                                               |
| C2 200 m (25.08)  | Shuai Changwen Lin Wenjun China 42,516                                         | Antía Jácome · María Corbera Muñoz · España · 42,760                                 | Lisa Jahn · Hedi Kliemke · Alemania · 43,623                                                          |
| C1 500 m (27.08)  | Katie Vincent · Canadá · 2:01,545                                              | María Corbera Muñoz · España · 2:02,860                                              | María José Mailliard · Chile · 2:03,218                                                               |
| C2 500 m (26.08)  | Xu Shixiao Sun Mengya China 1:52,775                                           | Antía Jácome · María Corbera Muñoz · España · 1:52,916                               | Sloan MacKenzie · Katie Vincent · Canadá · 1:52,956                                                   |
| C4 500 m (27.08)  | Shuai Changwen Lin Wenjun Li Li Wan Yin China 1:47,186                         | Lisa Jahn · Hedi Kliemke · Annika Loske · Ophelia Preller · Alemania · 1:47,780      | Sophia Jensen · Sloan MacKenzie · Jacy Grant · Julia Lilley Osende · Canadá · 1:48,143                |
| C1 1000 m (26.08) | María José Mailliard · Chile · 4:24,958                                        | Jacy Grant · Canadá · 4:26,955                                                       | Li Li China 4:27,113                                                                                  |
| C1 5000 m (27.08) | Katie Vincent · Canadá · 25:57,255                                             | Zsófia Kisbán · Hungría · 26:04,048                                                  | Li Li China 26:51,612                                                                                 |

### Mixto
| Evento           | Oro                                                    | Plata                                                      | Bronce                                                       |
| ---------------- | ------------------------------------------------------ | ---------------------------------------------------------- | ------------------------------------------------------------ |
| K2 500 m (27.08) | Lena Röhlings · Jacob Schopf · Alemania · 1:33,033     | Alyssa Bull Jackson Collins Australia 1:33,179             | Bárbara Pardo · Íñigo Peña · España · 1:33,912               |
| C2 500 m (27.08) | Katie Vincent · Connor Fitzpatrick · Canadá · 1:45,771 | Sylwia Szczerbińska · Wiktor Głazunow · Polonia · 1:46,219 | Olympia Della Giustina · Daniele Santini · Italia · 1:47,663 |

## Medallero
| Núm. | País            | Oro | Plata | Bronce | Total |
| ---- | --------------- | --- | ----- | ------ | ----- |
| 1    | Alemania        | 3   | 5     | 6      | 14    |
| 2    | España          | 3   | 5     | 5      | 13    |
| 3    | Canadá          | 3   | 2     | 2      | 7     |
| 4    | China           | 3   | 1     | 3      | 7     |
| 5    | Nueva Zelanda   | 3   | 0     | 0      | 3     |
| 6    | Hungría         | 2   | 5     | 3      | 10    |
| 7    | Portugal        | 2   | 1     | 1      | 4     |
| 8    | Dinamarca       | 2   | 1     | 0      | 3     |
| 9    | Polonia         | 1   | 5     | 3      | 9     |
| 10   | Australia       | 1   | 3     | 0      | 4     |
| 11   | Rumania         | 1   | 1     | 1      | 3     |
| 12   | Chile           | 1   | 0     | 1      | 2     |
| 12   | Italia          | 1   | 0     | 1      | 2     |
| 14   | Cuba            | 1   | 0     | 0      | 1     |
| 14   | Lituania        | 1   | 0     | 0      | 1     |
| 14   | República Checa | 1   | 0     | 0      | 1     |
| 14   | Uzbekistán      | 1   | 0     | 0      | 1     |
| 18   | Georgia         | 0   | 1     | 0      | 1     |
| 19   | Ucrania         | 0   | 0     | 2      | 2     |
| 20   | Moldavia        | 0   | 0     | 1      | 1     |
| 20   | Suecia          | 0   | 0     | 1      | 1     |
|      | TOTAL           | 30  | 30    | 30     | 90    |